# Cerball mac Domnaill
Cerball mac Domnaill (mort en 1105), co-roi (Leth Ri ) du sud d'Osraige.

## Origine
L'origine de Cerball reste conjecturale. Selon William Carriganː « le premier rí Deiscairt Osraighe (roi de Sud Osraige) est Cearbhall le fils de Domnall († 1087) lui même fils de Gilla Patraig († 1055) » . Une partie de l'historiographie moderne accepte ce postulat un autre demeure dans l'expectative

## Contexte
Après la défaite et la mort mort de Gilla Pátraic Rúad  le 5 aout 1103 lors de la bataille de Mag Coba le royaume d'Osraige entre dans une période de grande instabilité. Dans le nord Finn Ua Cáellaide (anglicisé en Ó Kealy) se révolte et établit un domaine indépendant comprenant le Clarmallagh (en) et l'Uí Fairchelláin ses états patrimoniaux pendant que les Mac Giolla Patraic se trouvent réduits au reste de l'Osraige. Finn Ua Cáellaide  (floruit 1103), Leth-rí d'Osraige. est probablement la même personne que Find Ua Cáellaide qui était un fils de Dunlaing Ua Cáellaide par son épouse Derborgaill, ce qui ferait de lui par sa mère un arrière-petit-fils du roi Gilla Pátraic mac Donnchada († 996) .
À la suite de Gilla Pátraic Rúad, la liste des rois du Livre de Leinster précise que Cerball, Domnall Rúad mac Gilla Pátraic et Find Ua Cáellaide règnent en même temps, apparemment après que Cerball ait régné seul pendant un certain temps . Les Annales d'Inisfallen indiquent  que Cerball était un fils de Domnall mac Gilla Pátraic  et le désignent roi du sud d'Osraige .

## Règne et succession
Cerball doit de plus partager son domaine avec Domnall Ruad mac Donnchada mac Gilla Patraic Leth ri un fils de Donnchad mac Domnail, en tout état de cause son règne est très court puisqu'il serait mort dès 1105 bien que l'historiographie contemporaine prolonge parfois son règne jusqu'en 1113.
Il laisse deux fils dont l'ainé Goll Gabráin est selon les annales le meurtrier en 1113 de Domnall Ruad mac Donnchada mac Gilla Patraic « son cousin germain (?) »  Domnall Ruad a pour successeur selon le Livre de Leinster son propre cousin  Conchobar mac Cerbaill le fils cadet de Cerball  qui règne 14 ans selon le livre de Leinster mais qui n'est pas mentionné dans les annales. Les souverains Mac Giolla Phádraig de cette époque ne contrôlent en fait que le Tuaisceart (i.e. Nord) Osraighe et le Leath (i.e demi Osraighe).
Donnchad Balc mac Gilla Pátraic Ruaid , (mort en 1123), roi d'Osraige, avant 1119 à 1123. En 1119, est présent dans la flotte de Toirdelbach Ua Conchobair . En 1120, Ua Gilla Pátraic (prénom non donné), roi d'Osraige, se soumit à Tadg mac Muiredaig meic Cárthaig, et est emprisonné par le Dál Cais . Il est tué par ses propres hommes en 1123 .
Carrigan résume ensuite ainsi la Liste royale: « À la mort de Donnchadh Balc, il y a deux concurrents au trônː Donnchadh Dubh, ou le Noir, et Donnchad Bacach, ou le Lame le roi Toirdelbach Ua Conchobair, arbitre la situation 
en mettant le poids de son influence en faveur de Donnchadh Bacach  Donnchad Bacach semble faire une apparition dans le Ban Shenchus, où il est le fils d'un certaine Gilla Brigte Ruad, apparemment une erreur pour Gilla Pátraic Ruad . C'est très incertain. Le seul Donnchad autrement non identifié était un fils de Donnchad mac Domnaill. Serait-ce Donnchad Dub ?